# Ferdinand Anderson
Ferdinand Anderson (* 23. April 1804 in Breslau, heute Polen; † 22. Dezember 1864 in Frankfurt (Oder)) war ein deutscher Jurist und Abgeordneter der Frankfurter Nationalversammlung.

## Leben
Anderson studierte 1824–1828 in Berlin Rechtswissenschaft. 1831 wurde er dann Oberlandesgerichtsassessor in Hamm. Anschließend war er bis 1837 Justizrat am Stadtgericht in Potsdam. 1837 wurde er dort Stadtgerichtsrat, bevor er 1844 Oberlandesgerichtsrat in Frankfurt (Oder) wurde. Vier Jahre darauf ging er in gleicher Funktion nach Posen. 
Ebenfalls 1848, am 18. Mai, wurde er Mitglied der Frankfurter Nationalversammlung und blieb es bis zum 20. Mai des folgenden Jahres. Sein Wahlbezirk Beeskow hatte 81.700 Einwohner und setzte sich aus den Ortswahlbezirken des Teltower, Niederbarnimer und Lebuser Kreis zusammen. Er gehörte dem linken Zentrum, der Fraktion Westendhall, an und war ab dem 24. Mai im Petitionsausschuss tätig. Er wählte Friedrich Wilhelm IV. zum Kaiser.
1852 kehrte er nach Frankfurt (Oder) zurück, wo er als Appellationsgerichtsrat tätig war.